# Manziana
Manziana is een gemeente in de Italiaanse provincie Rome (regio Latium) en telt 6148 inwoners (31-12-2004). De oppervlakte bedraagt 23,8 km², de bevolkingsdichtheid is 251 inwoners per km².

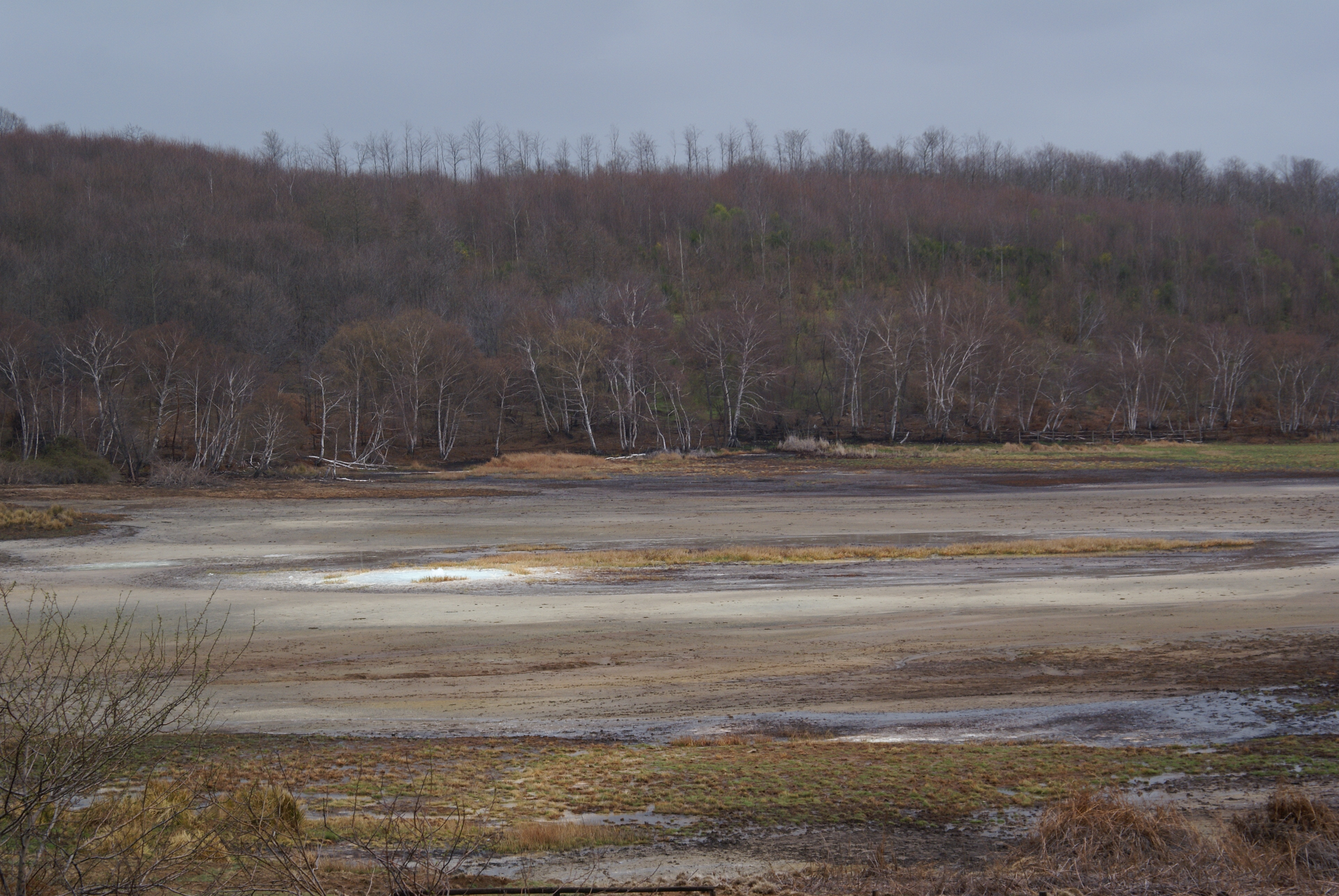
Caldara di Manziana
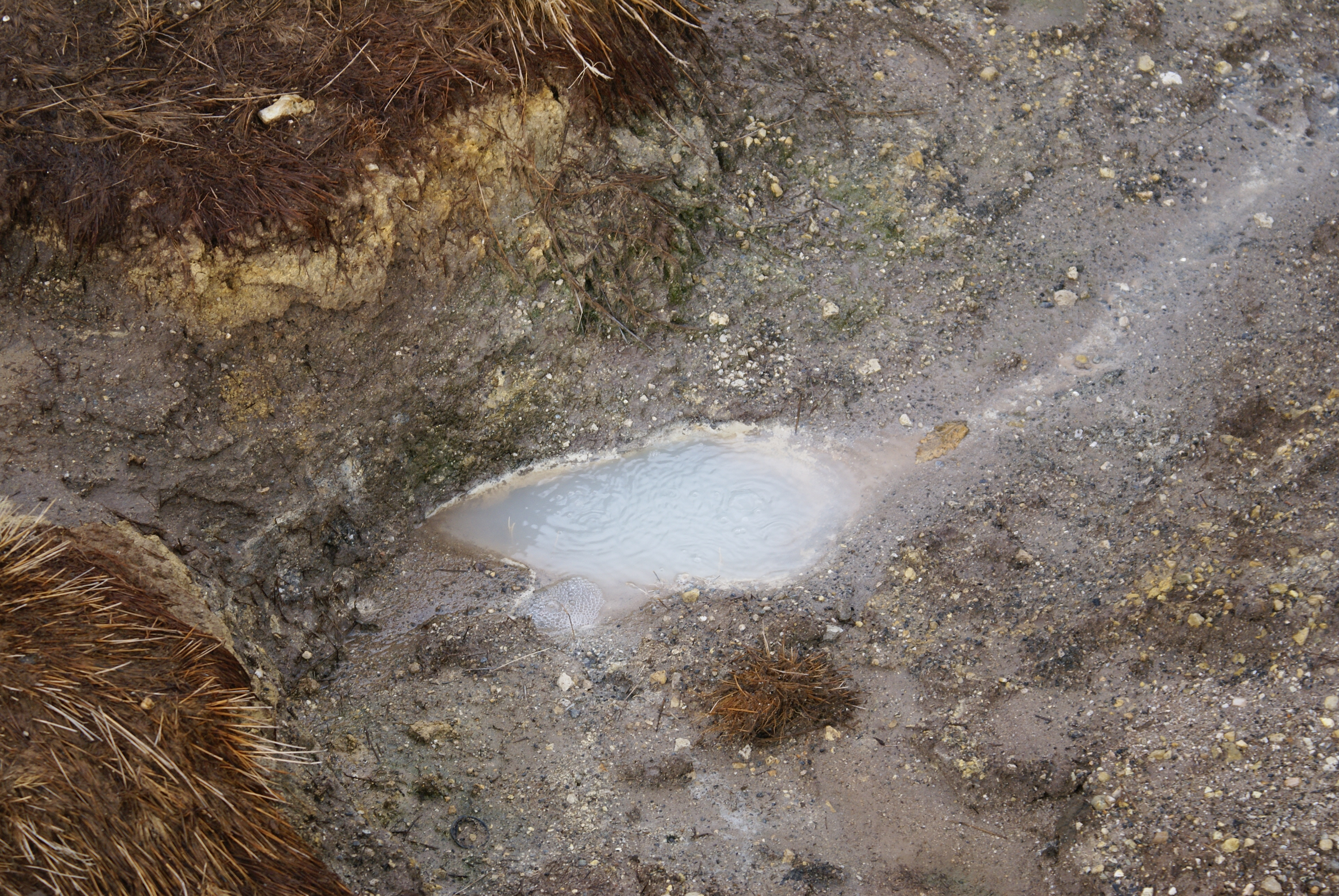

## Demografie
Manziana telt ongeveer 2974 huishoudens. Het aantal inwoners steeg in de periode 1991-2001 met 12,0% volgens cijfers uit de tienjaarlijkse volkstellingen van ISTAT.
| Jaar | Inwoneraantal |
| ---- | ------------- |
| 1991 | 5228          |
| 2001 | 5857          |

## Geografie
De gemeente ligt op ongeveer 369 m boven zeeniveau.
Manziana grenst aan de volgende gemeenten: Bracciano, Canale Monterano, Oriolo Romano (VT), Tolfa.